# تیم ملی فوتبال زیر ۲۳ سال تیمور شرقی
تیم ملی فوتبال زیر ۲۳ سال تیمور شرقی (به انگلیسی: Timor-Leste national under-23 football team) تیم فوتبال جوانان کشور تیمور شرقی است و زیر نظر فدراسیون فوتبال تیمور شرقی فعالیت می‌کند. این تیم نمایندهٔ تیمور شرقی در بازی‌های المپیک و بازی‌های آسیایی است.